# 청주 주성강당
청주 주성강당(淸州 酒城講堂)은 충청북도 청주시 청원구에 있는 조선시대의 건축물이다. 1997년 1월 3일 충청북도의 문화재자료 제17호로 지정되었다.

## 개요
고려말 성리학자인 목은 이색의 영정을 모셔 놓은 목은영당(牧隱影堂) 부속 건물로 학문을 닦던 장소이다.
언제 처음 지었는지 정확히 알 수 없으나 창건 이후 여러 차례 보수하였고, 1966년 옛 모습에 가깝게 복원하였다.
건물의 규모는 앞면 5칸·옆면 2칸으로, 지붕은 옆면에서 볼 때 여덟 팔(八)자 모양인 팔작지붕이다. 중앙에 대청마루를 두고 좌우로 온돌방을 설치했으며 큼직한 대들보는 서툰 듯하면서도 우아한 멋을 풍긴다.
이 강당을 통해 많은 유학자들이 배출되었다고 전한다.
건물 자재가 잘 보존되어 있어 조선시대의 목재 다루는 법을 잘 보여준다.

## 참고 자료
- 청주 주성강당 - 국가유산청 국가유산포털